# Adelaide Tour
L'Adelaide Tour est une course cycliste par étapes australienne, créée en 2013 et se déroulant sur quatre étapes depuis 2014. Disputée autour de la ville d'Adélaïde, elle fait partie du National Road Series de la Fédération australienne de cyclisme depuis sa création. 
La compétition comprend une épreuve  pour les hommes et une autre pour les femmes.

## Palmarès

### Hommes
| Année | Vainqueur      | Deuxième          | Troisième          |
| ----- | -------------- | ----------------- | ------------------ |
| 2013  | George Tansley | Harry Carpenter   | Tom Kaesler        |
| 2014  | Brodie Talbot  | Wesley Sulzberger | Keagan Girdlestone |
| 2015  | Patrick Bevin  | Matthew Clark     | Neil Van der Ploeg |

### Femmes
| Année | Vainqueur        | Deuxième         | Troisième        |
| ----- | ---------------- | ---------------- | ---------------- |
| 2013  | Amy Cure         | Grace Sulzberger | Chloe McConville |
| 2014  | Felicity Wardlaw | Ruth Corset      | Kendelle Hodges  |
| 2015  | Michaela Parsons | Kristy Glover    | Rebecca Wiasak   |